# 堀内勝
堀内 勝（ほりうち まさる、1942年6月21日 - ）は、日本のアラブ文学者、元中部大学教授。専門は言語人類学、アラブ・イスラム世界の地域研究・民族誌。
山梨県甲府市生まれ。東京外国語大学アラビア語科卒業。カイロ・アメリカン大学大学院課程修了、同大学フェローとなる。1983年1月中部工業大学産業経済研究所教授に就任。1984年4月中部大学（前述大学が改称）国際関係学部教授。1986年『ラクダの文化誌』でサントリー学芸賞受賞。2013年3月に中部大学を定年退職、同年4月に名誉教授となった。

## 著書
- 『砂漠の文化 アラブ遊牧民の世界』教育社歴史新書 1979年11月
- 『ラクダの文化誌 アラブ家畜文化考』リブロポート 1986年3月 / 法蔵館文庫 2024年9月
- 『鷹の書 諏訪藩に残る『鷹書（大）』の翻刻と注解』（中部大学学術叢書）信州イスラーム世界勉強会 2008年3月
- 『ラクダの跡 アラブ基層文化を求めて』第三書館 2015年1月

## 共著/分担執筆
- 『現代アラブ文学選』　創樹社　1974年6月
- 『アラビア研究論叢』 日本サウディアラビア・クウェイト協会 1976年3月。
- 『コンサイス人名辞典―外国編』 三省堂　1976年3月
- 『東方の輝き』 評論社  1977年6月。
- 『中東ハンドブック』　講談社  1978年11月
- 『世界の旅路8 中近東／アフリカ』 千趣会 1979年1月。
- 『世界の民話9 インド・中近東』 家の光協会 1979年3月。
- 『オリエント学論集』 日本オリエント学会 1979年11月。
- 『遊牧民旅情』　文化出版局　1981年6月　pp. 129-138。
- 『世界なぞなぞ大辞典』 大修館書店 1984年6月。
- 『世界の子どもたち－比較子ども学』 チャイル社 1984年11月。
- 『平凡社大百科事典』　平凡社　1985年6月
- 『口頭伝承の比較研究2』 弘文堂 1985年12月。
- 『日本の音楽・アジアの音楽3』 岩波書店 1988年10月。
- 『旧約・新約聖書大事典』教文館　1989年6月
- 『世界有用植物事典』　平凡社　1989年8月
- 『民族音楽叢書 儀礼と音楽1 世界宗教・民族宗教編』 東京書籍 1990年6月。
- 『民族音楽叢書 民族とリズム』 東京書籍 1990年10月。
- 『乳利用の民族誌』 中央法規出版 1992年3月。
- 『食の思想』 ドメス出版 1992年10月。
- 『世界のことば小事典』 大修館書店 1993年6月。
- 『詩的ディスクール』 白鳳社 1993年10月。
- 『麺談』フーディアム・コミュニケーション 1994年5月。
- 『歴史学事典』弘文堂　第2巻 　1994年10月
- 『世界ことわざ大事典』 大修館書店 1995年6月。
- 『歴史学事典』　弘文堂　第3巻 1995年7月
- 『成語大辞苑』 主婦と生活社 1995年9月。
- 『アジア読本 アラブ』 河出書房新社 1998年4月。
- 『民族遊戯大事典』 大修館書店 1998年7月。
- 『講座 食の文化 1人類の食文化』 農山漁村文化協会 1998年10月。
- 『飢餓』 ドメス出版 1999年12月。
- 『歴史学事典』　弘文堂　第8巻 2001年2月
- 『角川世界史事典』角川書店　2001年10月
- 『岩波　イスラーム辞典』岩波書店　2002年2月。
- 『歴史学事典』　弘文堂　第9巻 2002年2月
- 『イスラーム世界事典』明石書店　2002年3月
- 『新イスラム事典』平凡社　2002年3月
- 『歴史学事典』　弘文堂　第10巻　2003年2月。
- 『歴史学事典』　弘文堂　第11巻 　2004年2月
- 『狩猟と供儀の文化誌』 森話社 2007年5月。
- 『歴史学事典』　弘文堂　第14巻　　2007年6月
- 『トウガラシ讃歌』 八坂書房 2010年4月。
- 『中東・オリエント文化事典』、丸善出版、2020年11月
- 『世界カフェ紀行　５分で巡る50の想い出」』、中央公論新社、2023年2月

## 翻訳
- 田舎検事の手記 タウフィーク・アル・ハキーム アジア経済研究所 1975.12 (中東総合研究資料)
- 意識の回復 タウフィーク・アル・ハキーム アジア経済研究所 1976.12（中東総合研究資料）
- オリエントからの小鳥 タウフィーク・アル・ハキーム 現代アラブ小説全集 2 河出書房新社 1978.6
- マカーマート 中世アラブの語り物 1-3 アル・ハリーリー、平凡社 2008-2009（東洋文庫）

## ブログ
『夜の旅人 研究ブログ』
本人運営ブログ。アラブ世界における星ごよみに関する研究やアラブ文化にまつわる論考など。
『夜の旅人 研究ブログ(続） 陸の舟で夜旅する者』
上記の後継ブログ。アラブ世界の基層文化、生活誌、動物誌、天体などに関する民俗学・言語人類学的論考を提供。
『夜の旅人 研究ブログ３』
アラブ世界の基層文化、生活誌、動物誌、天体などに関する民俗学・言語人類学的論考を綴った後継ブログ。純血アラブ馬とその血統に関する研究など。

## 講演会
『信州の鷹狩文化とイスラーム世界ー比較の目で』
2018年5月26日開催の信州イスラーム勉強会で公演。（YouTubeにて前編動画・後編動画の提供あり。）